# Todo me recuerda a ti
Todo me recuerda a ti es el nombre del quinto álbum de estudio grabado por la cantante escocesa Sheena Easton. Fue lanzado al mercado en 1984 y reeditado por Capitol EMI/Latin en 1989 para ser lanzado en 1990. Es un álbum de grandes éxitos del que destacan tres nuevas pistas ("Ámame", " Una vez en la vida" y "Me gustas tal como eres") todas cantadas en español, enfocadas al mercado latinoamericano. La canción " Me gustas tal como eres", un dueto con el cantante mexicano Luis Miguel, fue lanzado como primer sencillo y le valió a Easton un Grammy como el Mejor performance mexicano-estadounidense en 1984.
El álbum incluye un segundo sencillo "La noche y tú" ("We've Got Tonight"), un dueto con el  cantante español Dyango. El disco fue producido por Greg Mathieson y Juan Carlos Calderón. El álbum fue disco oro en muchos mercados latinos.

## Lista de canciones
1. “Teléfono”
2. “Todo me recuerda a ti”
3. “Ámame”
4. “La noche y tú” - dúo con Dyango
5. “El primer tren”
6. “Una vez en la vida”
7. “Mi corazón vuela”
8. “Me gustas tal como eres” - dúo con Luis Miguel
9. “No puedes dejarme así”
10. “Brindo por un amor”